# SC Telstar
Sportclub Telstar je nizozemski nogometni klub iz IJmuidena. Trenutačno se natječe u Eredivisieu, najvišem rangu nizozemskog nogometa.
Klub je osnovan 17. srpnja 1963. godine spajanjem klubova Stormvogels i VSV-a. Domaće utakmice igra na Sportpark Schoonenbergu, koji može primiti 5338 gledatelja.

## Vanjske poveznice
- Službene stranice